# مدال زبابي صغير
مدال زبابي صغير (الاسم العلمي: Microgale pusilla)، نوع من الثدييات المنتمية إلى فصيلة المداليات. موطنه مدغشقر. موائله الطبيعية هي غابات الأراضي المنخفضة الرطبة شبه الاستوائية أو الاستوائية، والغابات الجبلية الرطبة شبه الاستوائية أو الاستوائية، والمستنقعات، والمراعي، والأراضي المروية.وهو مهدد بفقدان موائله.